# (3107) Weaver
(3107) Weaver est un astéroïde de la ceinture principale.

## Description
(3107) Weaver est un astéroïde de la ceinture principale. Il fut découvert le 5 mai 1981 à l'Observatoire Palomar par Carolyn S. Shoemaker. Il présente une orbite caractérisée par un demi-grand axe de 2,20 UA, une excentricité de 0,21 et une inclinaison de 1,6° par rapport à l'écliptique.

## Compléments